# Liste des sites préhistoriques en Grande-Bretagne
La liste des sites préhistoriques en Grande-Bretagne comprend des sites de toutes les époques de la Préhistoire.

## Paléolithique inférieur
- Happisburgh, gisement lithique oldowayen, le plus ancien d'Angleterre (950 ka)
- Traces de pas de Happisburgh, traces de pas humaines (900 ka)
- Pakefield, gisement lithique, le second plus ancien d'Angleterre (700 ka)
- Eartham Pit, gisement lithique acheuléen, ossements fossiles d'animaux, un tibia et deux dents humaines fossiles attribués à Homo heidelbergensis (500 ka)
- Swanscombe, deux crânes fossiles partiels d'anciens Néandertaliens (400 ka)

## Paléolithique moyen
- Bontnewydd (en), fossiles de Néandertaliens (230 ka), pays de Galles

## Paléolithique supérieur
- Grotte de Paviland, squelette fossile partiel d'Homo sapiens (33 000 ans AP), Pays de Galles
- Grottes de Creswell
- Grotte de Kent [1]

## Mésolithique
- Grotte de Gough [1]
- Aveline's Hole [1]
- Hawkcombe head (en) [1]

## Néolithique

### Cromlechs
- Avebury, plus grand cromlech d'Angleterre [1]
  - Longues Pierres (en), deux grands menhirs près d'Avebury, Wiltshire
  - Windmill Hill, chaussée clôturée près d'Avebury (3 300 av. J.-C.), Wiltshire
- Cromlechs de Stanton Drew (en), second plus grand cromlech d'Angleterre et autres cromlechs plus petits (entre 3 000 et 2 000 av. J.-C.), Somerset
- Stonehenge, plus célèbre cromlech d'Angleterre

### Enceintes (henges)
- Enceinte de Durrington, henge[2]
- Cercles de Maumbury (en), henge [1]
- Cercles de Priddy (en), henge [1]

### Tumulus
- Sept Tumulus (en), tumulus multiples (2 200 av. J.-C.), Berkshire
- Colline de Silbury, tumulus [1]
- Long Tumulus de Stoney Littleton (en), long tumulus (3 500 av. J.-C.), Somerset
- Wayland's Smithy (en), long tumulus (3 500 av. J.-C.), Oxfordshire
- West Kennet Long Barrow, long tumulus (3 600 av. J.-C.), Wiltshire

## Âge du bronze
- Oppidum de Cadbury (en), colline fortifiée [1]
- Grey Wethers (en), deux cromlechs [1]
- Grimspound, henge [1]
- Drizzlecombe (en), site mégalithique [1]
- Merrivale (en), site mégalithique [1]
- Cheval blanc d'Uffington, grande silhouette chevaline tracée dans la craie du terrain (1 000 av. J.-C.), Oxfordshire
- Cromlech de Yellowmead (en), quatre cromlechs concentriques, Devon

## Âge du fer
- Oppidum de la Vache (en), colline fortifiée [1]
- Dowsborough (en), colline fortifiée [1]
- Maiden Castle, colline fortifiée, Dorset [1]
- Fort d'Uffington (en), colline fortifiée (700 av. J.-C.), Oxfordshire

## Âge tardif
- Géant de Cerne Abbas [1]
- Tarr Steps, passerelle de pierre, Somerset